# Joshua Dunkley-Smith
Joshua Dunkley-Smith, né le 28 juin 1989 à Melbourne, est un rameur d'aviron australien.

## Palmarès

### Jeux olympiques
- 2012 à Londres,  Royaume-Uni
  -  Médaille d'argent en quatre sans barreur

### Championnats du monde
- 2010 à Hamilton,  Nouvelle-Zélande
  -  Médaille de bronze en huit
- 2011 à Bled,  Slovénie
  -  Médaille de bronze en quatre sans barreur